# Martin Donovan

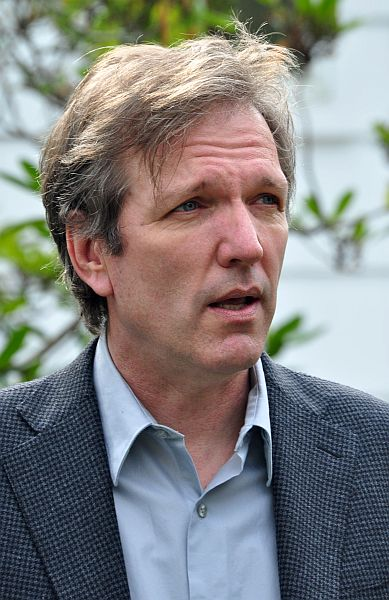
Martin Donovan beim Hamptons International Film Festival 2011

Martin Donovan (* 19. August 1957 in Reseda, Los Angeles, Kalifornien als Martin Smith) ist ein US-amerikanischer Schauspieler, Filmproduzent und Drehbuchautor.

## Leben und Karriere
Nach dem Besuch des Pierce College in Los Angeles studierte Donovan Schauspiel an der American Theatre Arts und arbeitete zunächst als Theaterschauspieler auf den Bühnen von Los Angeles und – später – New York. 1983 ließ er sich in New York nieder, wo er bis 1994 zum Ensemble des Cucaracha Theaters gehörte und in einer Vielzahl ihrer Produktionen auftrat.
1982 gab er mit einer Nebenrolle in der Miniserie King’s Crossing sein Debüt als Fernsehschauspieler. In dem Independentdrama Harte Pfeile – Mitten ins Herz von 1985 gab Donovan unter dem Regisseur Rick King sein Leinwanddebüt – 1993 arbeitet Donovan für den Actionkrimi Quick – Die Kopfgeldjägerin erneut mit King zusammen.
Größere Bekanntheit erlangte Donovan aber mit seiner Zusammenarbeit mit dem Regisseur Hal Hartley, mit dem er auch eng befreundet ist. Beginnend mit Trust – Blindes Vertrauen arbeitete Donovan bis 1998 achtmal mit Hartley zusammen und übernahm dabei zumeist die Hauptrolle.
Für seine Darstellung des an der Tuberkulose erkrankten Engländers Ralph Touchett in Jane Campions Filmdrama Portrait of a Lady wurde er 1997 von der National Society of Film Critics als bester Nebendarsteller ausgezeichnet.
Donovan trat in der Folgezeit auch oft als Nebendarsteller in Erscheinung, unter anderem als Detective Hap Eckhart in Christopher Nolans Thriller Insomnia – Schlaflos aus dem Jahr 2001 und als Pastor Skip in Saved! – Die Highschool-Missionarinnen (2004).
2005 übernahm er für eine Staffel die Rolle des Peter Scottson in der Fernsehserie Weeds. Dies brachte ihm eine Nominierung für den Screen Actors Guild Award in der Kategorie bestes Ensemble einer Comedyserie ein.
Donovan ist seit 1984 mit seiner Schauspielkollegin Vivian Lanko verheiratet, die einen Kurzauftritt im Hartley-Film Simple Men hatte. Zusammen haben sie zwei Söhne.

## Filmografie (Auswahl)
- 1990: Trust – Blindes Vertrauen (Trust)
- 1992: Simple Men
- 1994: Amateur
- 1996: Portrait of a Lady (The Portrait of a Lady)
- 1998: The Sound of War (When Trumpets Fade)
- 1998: The Opposite of Sex – Das Gegenteil von Sex (The Opposite of Sex)
- 1998: Wachgeküßt (Living Out Loud)
- 1999: Onegin – Eine Liebe in St. Petersburg (Onegin)
- 2000: Der große Gatsby (The Great Gatsby, Fernsehfilm)
- 2001: Insomnia – Schlaflos (Insomnia)
- 2002: Pipe Dream – Lügen haben Klempnerbeine (Pipe Dream)
- 2003: State of Mind (The United States of Leland)
- 2003: Saved! – Die Highschool-Missionarinnen (Saved!)
- 2003: Agent Cody Banks
- 2003: CSI: Den Tätern auf der Spur (CSI: Crime Scene Investigation, Fernsehserie, Folge 4x08)
- 2005: The Quiet – Kannst du ein Geheimnis für dich behalten? (The Quiet)
- 2005–2006: Weeds – Kleine Deals unter Nachbarn (Weeds, Fernsehserie, 14 Folgen)
- 2005–2007: Dead Zone (The Dead Zone, Fernsehserie, 6 Folgen)
- 2006: The Sentinel – Wem kannst du trauen? (The Sentinel)
- 2006: The Visitation
- 2007: Der eisige Tod (Wind Chill)
- 2008: Alphabet Killer (The Alphabet Killer)
- 2009: Das Haus der Dämonen (The Haunting of Connecticut)
- 2010: Unthinkable – Der Preis der Wahrheit (Unthinkable)
- 2011–2012: Boss (Fernsehserie, 14 Folgen)
- 2012: The Reluctant Fundamentalist
- 2012: Silent Hill: Revelation
- 2012: The Firm (Fernsehserie, 9 Folgen)
- 2013: King & Maxwell (Fernsehserie, 4 Folgen)
- 2013: Homeland (Fernsehserie, 2 Folgen)
- 2013–2015: Rogue (Fernsehserie, 11 Folgen)
- 2014: Sabotage
- 2014: The Lottery (Fernsehserie, 10 Folgen)
- 2014: Inherent Vice – Natürliche Mängel (Inherent Vice)
- 2014: Motive (Fernsehserie, 1 Folge)
- 2014: Hannibal (Fernsehserie, 1 Folge)
- 2015: Ant-Man
- 2016: Legends of Tomorrow (Fernsehserie, 4 Folgen)
- 2017–2018: Beyond (Fernsehserie, 5 Folgen)
- 2017: Rememory
- 2017: Indian Horse
- 2017: Vendetta – Alles was ihm blieb war Rache (Aftermath)
- 2018: Fahrenheit 451
- 2018: Carter (Fernsehserie, 1 Folge)
- 2019: Come to Daddy
- 2019: Big Little Lies (Fernsehserie, 5 Folgen)
- 2019: Enzo und die wundersame Welt der Menschen (The Art of Racing in the Rain)
- 2020: Tenet
- 2020: Percy
- 2021: Crisis
- 2022: Archive 81 (Fernsehserie, 8 Folgen)
- 2023: Special Ops: Lioness (Fernsehserie)
- 2024: The Apprentice – The Trump Story (The Apprentice)